# دحول خريقاء
دحول خريقاء عبارة عن مجموعة من الدحول تقع جنوب الصمان في السعودية.